# Ângara, a Bela
Ângara, a Bela (em russo: Красавица Ангара / Krasavitsa Angara) é um balé russo em 6 cenas, com música de Lev Knipper e Bau Yampilov e coreografia de Michael Zaslavsky. 
Ele é baseado numa lenda da Sibéria e estreiou em 1959 durante as celebrações da Segunda Década de Arte Buriate, em Moscou. O balé permanece no repertório do Teatro de Ópera e Balé da Buriátia (em russo: Бурятский государственный академический театр оперы и балета) até hoje.

## Origem da estória
A estória do balé é uma alegoria de fundo geográfico. O lago Baikal é o maior lago do mundo, em volume. Ele conta com 336 afluentes, mas apenas um efluente: o rio Ângara. O rio Ângara nasce no lago Baikal e corre em direção norte, onde encontra o rio Yenisey - o mais longo da Rússia - próximo à localidade de Lesosibirsk.
Além disso, a região onde se situa o lago Baikal é casa dos buriates, um povo de feições asiáticas relacionado aos mongóis, cujas principais religiões são o budismo e o xamanismo.

## Intérpretes célebres
O balé estreiou com Larissa Sakhyanova no papel principal. Seu par com Pyotr Abasheyev é considerado um marco da arte buriate e em homenagem a eles, uma estátua foi erguida em frente ao Teatro de Ópera e Balé da Buriátia, na cidade de Ulan-Ude. Tal cidade também acolhe um festival de dança nomeado em homenagem a esses bailarinos
.

## Personagens
- Ângara, a formosa filha única do Grande Baikal
- Yenisey, um caçador enamorado de Ângara
- Redemoinho Negro, um guerreiro também enamorado dela
- Baikal, pai de Ângara
- Gorhon, dama de companhia de Ângara

## Sinopse

### Cena I
Às margens do lago
Yenisey e seus amigos caçadores passeiam numa manhã de sol. Não longe dali, o poderoso Baikal emerge do seu reino subaquático para apresentar a Ângara, sua única filha, o mundo. Ele incumbe Gorhon de tomar conta da menina e confia a ela a chave encantada para o reino subaquático.
Gorhon apresenta os pássaros e as flores à Ângara, que se encanta com a terra e com cada nova descoberta da natureza. Caminhando pela costa, Yenisey avista Ângara, os dois se conhecem e se apaixonam.
Ao cair da tarde, Gorhon conduz Ângara de volta ao seu reino, mas a menina deixa sua echarpe tecida com a espuma das ondas do lago como presente de despedida a Yenisey
No entanto, a beleza incomparável de Ângara também atraiu a atenção de um certo Turbilhão Negro, à espreita nas margens do lago.

### Cena II
No antro do Turbilhão Negro
Turbilhão Negro tenta se concentrar nos exercícios militares de seus soldados-redemoinhos, mas a lembrança de Ângara o persegue. Seus xamans tentam acalmá-lo executando um ritual que invoca imagens de Ângara, mas ele apenas fica mais impaciente e acaba precipitando toda a sua corte a acompanhá-lo para pedir a mão dela.

### Cena III
Às margens do lago
A comitiva de Turbilhão Negro chega à borda do lago com ricos presentes, e o grande Baikal ordena que Gorkhon libere a passagem para o reino sub-aquático. Antevendo os acontecimentos e preocupada com o destino de sua amiga Ângara, Gorkhon sai à procura de Yenisey. Ela o encontra rumo às margens do lago portando flores do amor. Após se certificar da pureza dos sentimentos de Yenisey pela menina, ela o leva para o reino sub-aquático.

### Cena IV
No reino sub-aquático de Baikal
A comitiva de Turbilhão Negro se apresenta diante do Grande Baikal. Ângara educadamente dança com o convidado, mas se incomoda com suas investidas. 
Turbilhão Negro pede a mão de Ângara ao seu pai, que a concede, para o grande desespero da menina. Não conseguindo conquistá-la, Turbilhão Negro se disfarça de Yenisey, mas ela termina por perceber o truque.
Yenisey chega ao salão sem ser anunciado. Ângara se enche de esperança e pede ao sei pai que a deixe se casar com ele. Enquanto isso, Yenisey, em ultraje contra o rival que usurpara sua identidade, acaba provocando uma discussão no salão. O velho Baikal se irrita com o intruso, o expulsa e obriga a filha a aceitar com o novo noivo. Turbilhão Negro se torna violento para com ela e, em desespero, Ângara foge.

### Cena V
Às margens do lago
Yenisey reúne seus amigos e sai à procura de Ângara, e Gorkhon ajuda os amantes a se reencontrarem, mas o grupo é atacado pelas forças de Turbilhão Negro, que tenta impedir a fuga do casal. Uma violenta luta segue, e Yenisey vence Turbilhão Negro. Baikal se convence do grande amor de Yenisey pela sua filha, e abençoa a união. Turbilhão Negro retorna reclamando a sua noiva, mas o grande Baikal não aceita a insolência e o afoga no fundo do lago.